# Кривохижа, Александр Александрович
Александр Александрович Кривохижа (род. 15 декабря 1941, Николаевская область) — советский промышленный деятель, машинист экскаватора рудника ЮГОКа. Лауреат Государственной премии СССР (1984).

## Биография
Родился 15 декабря 1941 года на территории нынешней Николаевской области.
В 1960 году окончил ПТУ № 6 (Кривой Рог).
С 1960 года — помощник, с 1962 года — машинист экскаватора, с 1986 года — бригадир комплексной хозрасчётной бригады ЮГОКа.
Бригада ежегодно отгружала более 21 млн тонн горной породы.
Новатор производства, внедрил много технических новинок. Возглавлял совет трудового коллектива рудника ЮГОКа. Подготовил более 30 экскаваторщиков.

## Награды
- Государственная премия СССР (1984) — за большой личный вклад в повышение производительности работы металлургического и горнодобывающего оборудования;
- Орден Ленина;
- Орден Трудового Красного Знамени;
- Почётная грамота Президиума Верховного Совета УССР.